# Estación de San Vicente de Calders
San Vicente de Calders (en catalán y según Adif, Sant Vicenç de Calders) es una estación ferroviaria situada en el municipio español de Vendrell en la localidad de Comarruga en la provincia de Tarragona, comunidad autónoma de Cataluña.
La estación de Comarruga es un importante nudo ferroviario situado al sur de Barcelona que dispone de amplios servicios de Media Distancia y la línea RT2 del Cercanías del Camp de Tarragona. Además, es el terminal de las líneas R2 Sur y R4 de la red de Cercanías Barcelona.

## Situación ferroviaria
La estación situada a 16 metros de altura forma parte de las siguientes líneas férreas:
- Línea férrea de ancho ibérico Madrid-Barcelona, punto kilométrico 618,0.[2]
- Línea férrea de ancho ibérico Miraflores-San Vicente de Calders, punto kilométrico 24,8.[3]
- Línea férrea de ancho ibérico San Vicente de Calders-Hospitalet de Llobregat, punto kilométrico 24,1.[3]

## Historia
La llegada del ferrocarril a San Vicente de Calders se produjo el 15 de abril de 1865 con la apertura del tramo Tarragona-Martorell de la línea que buscaba unir Tarragona con Barcelona por el interior. La Sociedad de los Ferrocarriles de Tarragona a Martorell y Barcelona fue la encargada de las obras y de explotar la concesión de la línea. En 1883, se unió una nueva línea entre Barcelona y Picamoixons impulsada por la compañía del Ferrocarril de Valls a Vilanova y Barcelona. Ambas líneas confluyeron en estaciones diferentes hasta que en 1887 se construyó una nueva estación común. Tras los correspondiente empalmes, el nuevo recinto integró también el trazado que unía Reus con Barcelona y que más tarde formaría parte de la radial Madrid-Barcelona vía Zaragoza aprovechando que ambas líneas empleaban el mismo recorrido entre Roda y San Vicente de Calders. Hasta los años veinte, se fueron construyendo las viviendas de la Colonia Ferroviaria de Sant Vicenç de Calders. Perduran seis pabellones y tres edificaciones: las del jefe de estación, el del sobreestante y el del Block. En 1941, la nacionalización del ferrocarril en España supuso la integración de las diferentes compañías que operaban en la estación en la recién creada RENFE. 
Desde el 31 de diciembre de 2004 Renfe Operadora explota la línea mientras que Adif es la titular de las instalaciones ferroviarias.

## La estación

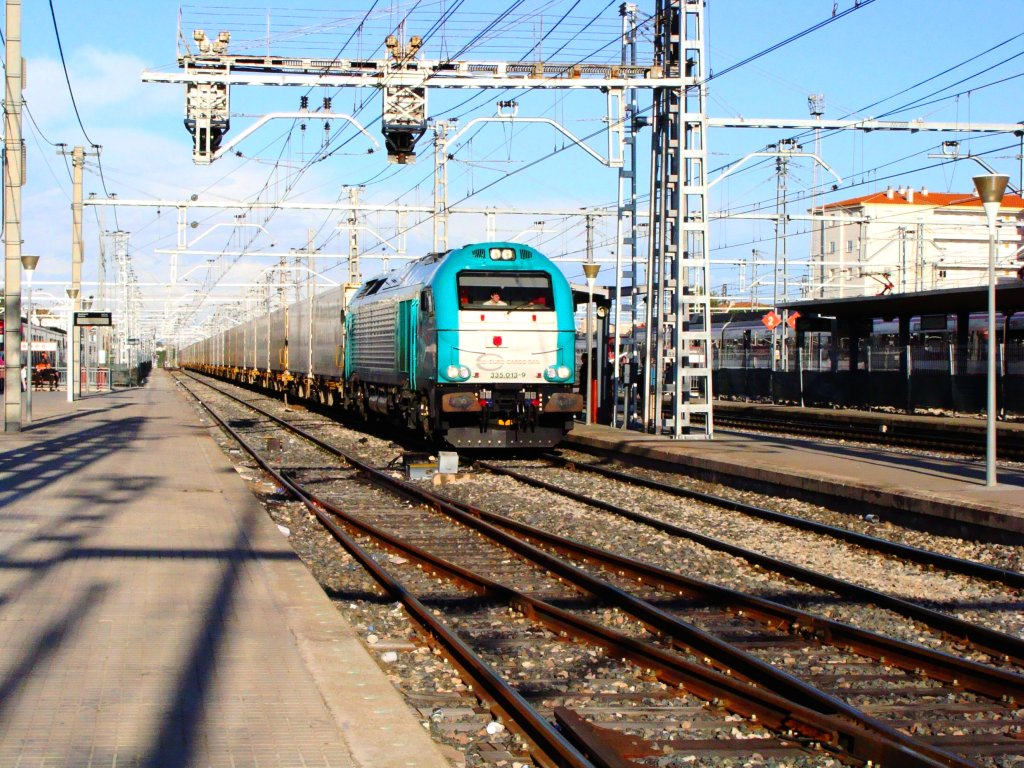
El "frutero" Silla-Dagenham, traccionado por la locomotora 335.013 de Euro Cargo Rail, a su paso por la estación.

Se encuentra en Comarruga a 3 kilómetros del centro urbano del Vendrell. El edificio para viajeros es una estructura funcional, de planta baja y en forma de "L" cuyas dimensiones son relativamente escasas en proporción al tráfico soportado y a su importante playa de vías formada por un tal de 18 vías. Las vías 1 y 2 se corresponden con el trazado principal entre Tarragona y Barcelona por la costa mientras que las vías 3 y 5 son las principales del trazado que viene de Roda de Bará y continúa a Barcelona por el interior. Todas las vías señalas tienen acceso a los diferentes andenes de la estación. 
También tiene acceso a andén una serie de vías derivadas como la 4 o las vías 7, 9 y 11, estás tres últimas derivan a vía muerta. También son de vía muerta pero sin andén las vías 13, 15 y 17 (situadas al norte del recinto) y la vía 20 (situada al sur). Completan la playa las vías 6, 8, 12, 14, 16 y 18 cuyas funciones habituales son de apartado o maniobra generalmente para trenes de mercancías. Cuenta con sala de espera, venta de billetes, punto de información, cafetería, aseos y videovigilancia. En el exterior se encuentra un aparcamiento, una parada de taxis y otra de autobuses urbanos.

## Servicios ferroviarios

### Larga Distancia
La puesta en marcha de la línea de alta velocidad entre Madrid y Barcelona supuso una drástica reducción del tráfico de grandes líneas. Desde que se suprimió el Estrella Costa Brava no existe ningún servicio de estas características.

### Media Distancia
Su situación estratégica al sur de Barcelona hace que Renfe opere en la estación gracias a sus servicios de Media Distancia un gran número de trenes que enlazan con las principales ciudades de Cataluña, a excepción de Gerona, y con Aragón y el Levante. Los trenes utilizados, según los trayectos pueden ser tanto Regionales como Regional Exprés. 

### Cercanías
Forma parte de dos líneas de Cercanías Barcelona y una línea de Cercanías del Campo de Tarragona, una se dirige hacia Barcelona por la costa, la línea R2 sur, también hacia Barcelona vía Villafranca del Panadés, la línea R4, y otra línea que se dirige a Port Aventura, la línea RT2.
| << cabecera                    | < estación    | línea | estación > | cabecera                      |
| ------------------------------ | ------------- | ----- | ---------- | ----------------------------- |
| Rodalies de Catalunya de Renfe |               |       |            |                               |
| terminal                       | terminal      |       | Calafell   | Barcelona-Estación de Francia |
| terminal                       | terminal      |       | Vendrell   | Tarrasa Manresa               |
| Salou-Port Aventura            | Torredembarra |       | Vendrell   | Arbós                         |